# Stylochirus minor
Stylochirus minor är en spindeldjursart som först beskrevs av Rainer Willmann 1953.  Stylochirus minor ingår i släktet Stylochirus och familjen Ologamasidae. Inga underarter finns listade i Catalogue of Life.